# تل الفخار (الأردن)
تل الفخار - Tell el-Fukharهو أحد الموقع الأثرية التاريخية في المملكة الأردنية الهاشمبة.

## التعريف بالأثر.
يقع تل الفخار تحديدًا في محافظة إربد.  على طرف وادي الشلاله ويبعد (11) كم إلى الشمال الشرقي من إربد، ونحو(5) كم إلى الشمال الغربي من مدينة الرمثا. ويرتفع عن حوالي 445م عن سطح البحر.
و"تل الفخار" كلمة عربية تعني مجموعة أو كومة من الفخار، والموقع شاهد علي فترات زمنية متعددة بداية من العصر البرونزي المبكر والعصر البرونزي المتأخر والعصر الحديدي المبكر والأمبراطورية الفارسية والفترة الهلنستية ووصولاً إلي العصر الروماني.
تل الفخار هو واحد من مجموعة من التلال الأثرية في منطقة لا تتجاوز مساحتها (1كم) وهذه التلال هي (تل أو خربة الزيرقون، تل الفخار، تل أم جرين) وهي معًا تشير إلى أن الاستيطان في المنطقة يرقى إلى مختلف الحقب التاريخية حيث عُثر على بعض الأدوات الحجرية التي ترجع إلى العصر الحجري الحديث في بلاد الشام. والموقع على مقربة من الطرق التجارية والمدن التاريخية الهامة. ومن خلال أعمال الحفر التي اقيمت في تل الفخار تم الكشف عن مخلفات قرية تعود بتاريخها إلى الفترة الانتقالية بين العصور البرونزية والحديدية (فترة القرن 11ق.م) كما وكشفت الحفريات عن السور التحصيني لمدينة العصر البرونزي الأخير.
وتل الفخار مثلها مثل العديد من مواقع أثرية كثيرة منتشرة في بلاد الأردن وتحتاج إلي المزيد من الاهتمام للكشف عن كنوزها الأثرية والتاريخية ومن ثم وضعها علي خريطة السياحة الأردنية.

## البقايا الأثرية.
تم الكشف عن العديد من الكنوز الأثرية والتاريخية بتل الفخار، والتي نعود إلي عصور وحقب تاريخية مختلفة، وعلي الرغم من هذه الاكتشافات إلا ان ثمة العديد من الشواهد التي تؤكد علي أن الموقع تعرض للسلب والنهب، أهم الاكتشافات هناك تمثلت في الكشف عن العديد من المنازل القديمة بالإضافة إلي مبني عام ضخم يعود بناؤه ما بين عامي 1450 و1300 قبل الميلاد، كما تم الكشف عن العديد من الحصون والتي تعود إلي نهاية العصر البرونزي وأوائل العصر الحديدي، بالإضافة إلي منشآت فخمة محلية، ناهيك عن بعض الاكتشافات التاريخية غير المتعلقة بالمكان. كما تم الكشف عن بقايا سكنية وافران »طوابين« وحفر للتخزين وبقايا سور للمدينة.

## مواقع مشابهة
هناك العديد من المواقع الأثرية التي تزخر بها الأردن والتي تعود إلي عصور تاريخية مختلفة ومنها
- بيت راس
- أم قيس
- طبقة فحل
- المغطس
- تل دير علا
- قصر عمرة
- قلعة الأزرق
- جبل القلعة
- المدرج الروماني
- قلعة عجلون
- المخيط
- ذيبان